# Kārlis Kepke
Kārlis Vilhelms Kepke (russisch Карл Кепке; deutsch: Karl Wilhelm Köpke; * 6. November 1890 in Riga; † unbekannt) war ein lettischer Radrennfahrer.

## Sportliche Laufbahn
Kepke nahm an den Olympischen Sommerspielen 1912 in Stockholm für das Russische Kaiserreich teil. Bei den Spielen schied er beim Sieg von Rudolph Lewis im olympischen Einzelzeitfahren aus. Die russische Mannschaft kam nicht in die Mannschaftswertung. Er startete für den Verein 2. Rīgas Riteņbraucēju Biedrība.

## Familiäres
Sein Bruder Augusts Kepke war ebenfalls Radrennfahrer und Teilnehmer der Spiele 1912.